# Richeeae
Richeeae es una tribu de plantas perteneciente a la familia Ericaceae. El género tipo es: Richea R. Br. Incluye los siguientes géneros:

## Géneros
- Dracophyllum Labill.
- Richea R. Br.
- Sphenotoma (R. Br.) Sweet